# Lepilaena
Genre
Classification APG III (2009)
Lepilaena est un genre de plantes monocotylédones, à rhizome sympodial rampant, de la famille des Zannichelliaceae.

Il comprend six espèces endémiques, des eaux continentales ou côtières, douces, saumâtres ou salines, des zones tempérées d'Australie, de Tasmanie et de Nouvelle-Zélande ,.

## Étymologie
Le nom générique Lepilaena vient de Lepis (écaille) et laena (cape, manteau) et découle de leur appellation vernaculaire anglaise « water-mats » (tapis aquatiques) , par exemple, le nom vernaculaire de L. australis est « Austral water-mat » (tapis aquatique austral), celui de L. marina est « Sea water-mat » (tapis marin).

## Un genre encore à l'étude
Sur la base d'études moléculaires et morphologiques, ce genre peu étudié s'est révélé avoir une étroite affinité avec Zannichellia, autre genre de plantes aquatiques. En conséquence il a été suggéré de transférer toutes les espèces de Lepilaena sous le genre afro-eurasien Althenia.

## Liste d'espèces
Sont actuellement acceptées dans ce genre :
Selon Catalogue of Life (17 juillet 2010) et AlgaeBase (17 juillet 2010) :
- Lepilaena cylindrocarpa (Koernicke) Bentham
- Lepilaena marina E.L.Robertson
- Lepilaena preissii : (Lehmann) F.Mueller

Selon IPNI (7 mars 2010) :
- Lepilaena australis Harv., 1855 : espèce type
- Lepilaena bilocularis Kirk, 1896
- Lepilaena cylindrocarpa Benth., 1878
- Lepilaena marina E.L.Robertson, 1984
- Lepilaena patentifolia E.L.Robertson, 1986
- Lepilaena preissii (Lehmann) F.Mueller, 1874

Selon World Checklist of Selected Plant Families (WCSP) (17 juil. 2010) :
- Lepilaena australis J.Drumm. ex Harv. (1855)
- Lepilaena bilocularis Kirk (1895 publ. 1896)
- Lepilaena cylindrocarpa (Körn. ex Müll.Stuttg.) Benth. (1878)
- Lepilaena marina E.L.Robertson (1984)
- Lepilaena patentifolia E.L.Robertson (1986)
- Lepilaena preissii (Lehm.) F.Muell. (1874)

## Synonymie
- Lepilaena australis
  - Althenia cylindrocarpa (Koernicke) Ascherson
  - Zannichellia cylindrocarpa Koernicke
- Lepilaena preissii'
  - Althenia preissii (Lehmann) Ascherson & Graebner
  - Zannichellia preissii Lehmann

## Distribution
Ces plantes sont endémiques des eaux continentales ou côtières, douces, saumâtres ou salines, des zones tempérées d'Australie, de Tasmanie et de Nouvelle-Zélande.

## Écologie
Deux espèces, Lepilaena cylindrocarpa et Lepilaena marina, sont remarquables du fait de leur présence en environnement marin, dans les estuaires et les estrans .
Lepilaena cylindrocarpa vit également dans les eaux saumâtres d'Australie continentale.
Les autres espèces peuvent vivre dans des eaux côtières ou continentales, stagnantes ou modérément vives, en eau douce ou saumâtre.